# Marco Gräfe
Marco Gräfe (* 23. September 1971) ist ein ehemaliger deutscher Fußballspieler.

## Karriere
Gräfe spielte mit dem VfB Leipzig in der Bundesliga. Er absolvierte in der Saison 1993/94 sechs Spiele; sein Debüt gab er am 27. August, als er beim Spiel gegen den MSV Duisburg eingewechselt wurde. Zu Spielzeitende stieg Gräfe mit dem VfB abgeschlagen auf dem letzten Tabellenplatz ab. In der folgenden Spielzeit in der 2. Bundesliga wurde Gräfe von Trainer Tony Woodcock nicht berücksichtigt; erst als Gustl Starek das Amt an der Außenlinie übernahm, kam Gräfe zu drei Einsätzen. Anschließend spielte er noch für Sachsen Leipzig und Chemie Torgau.